# Fort pancerny główny 44 „Tonie”
Fort pancerny główny 44 Tonie – zabytkowy fort opancerzony Twierdzy Kraków. Znajduje się przy ul. Jurajskiej w Krakowie. Powstał w 1878 roku jako tzw. dzieło prowizoryczne, w formie ziemno-drewnianego szańca. W latach 1883–1885 został przebudowany na stały fort artyleryjski, reprezentatywny dla ówczesnej austriackiej szkoły fortyfikacyjnej.
Należał do IV sektora obronnego twierdzy. Bronił traktu olkuskiego i podejścia wierzchowiną wzgórza od strony Giebułtowa. We współpracy z fortem Marszowiec ryglował bocznym ogniem dolinę Prądnika. Po roku 1897 to ostatnie zadanie przejął nowo zbudowany fort pancerny obrony bliskiej 44a Pękowice.
W latach 1902–1909 przeszedł kompleksową modernizację. Całkowitemu przekształceniu uległ wał artylerii, odtąd pozbawiony działobitni i poprzecznic ze schronami pogotowia i przeznaczony dla piechoty. Blok koszar szyjowych oraz blok tzw. schronu głównego otrzymały wzmocnienia konstrukcyjne (sumaryczna grubość stropów, jak i ścian narażonych wynosi przeciętnie 2,5 m), czyniące go odpornym na trafienia granatów kalibru rzędu 28 cm. Prócz tego, wyposażono go w dwie baterie pancerne (każda dla dwóch wież wysuwalno-obrotowych Senkpanzer M. 2, z armatami szybkostrzelnymi kalibru 8 cm), schron czołowy – podwalnię dla piechoty z kopułą pancerną dla obserwatorów, wyposażoną w lunety Zeissa, oraz pancerny tradytor dla czterech armat 8 cm do strzelnic minimalnych, modelu M. 98. Zestaw uzbrojenia uzupełniało 6 starych armat 15 cm M. 61 w otwartych stanowiskach baterii odkrytej w centrum fortu i armaty kazamatowe do obrony fos, w tym nowoczesne 6 cm armaty M. 99 broniące fosy szyjowej. Standard odporności nowych bloków kazamatowych był podobny, jak starych wzmocnionych – przeciętnie 2,5 m stalobetonu (warstwa betonu na stalowych profilach dwuteowych). Dokonano także zmian w układzie komunikacji wewnętrznej, łącząc nowo zbudowany schron czołowy na wale oraz środkowy schron pogotowia baterii odkrytej z poterną głównej fortu.
Modernizacja była bardzo kosztowna, całkowity łączny koszt budowy i modernizacji wyniósł 2 936 406 koron. Była to suma około dwu – dwuipółkrotnie większa niż koszt typowego, niemodernizowaneo fortu artyleryjskiego z lat 80. i aż sześcio – siedmiokrotnie niż koszt małego fortu pancernego obrony bliskiej z lat 90. Modernizacja nie została ukończona – nie objęła kaponier (poza kazamatą obrony fosy szyjowej). Prawdopodobnie wzmocniono je prowizorycznie dopiero podczas wojny; prac tych również nie ukończono.
W roku 1914 fort – mimo pewnych niedostatków uzbrojenia – należał do najnowocześniejszych i najsilniejszych w twierdzy, bezsprzecznie miał największą odporność na ostrzał. Jego etatową załogę po modernizacji tworzyć miało 428 ludzi, w tym 11 oficerów. Etatowe uzbrojenie obejmowało 6 armat 15 cm (149,1 mm) w baterii odkrytej, 4 armaty 8 cm (76,5 mm) w wieżach pancernych, 4 armaty tego samego kalibru (acz innego typu i z inną amunicją) w tradytorze, 4 armaty 9 cm (87,6 mm) w kaponierze czołowej, 2 armaty 6 cm (57 mm) do obrony fosy szyjowej i 8 karabinów maszynowych (przenośnych). Fort nie uczestniczył w walkach podczas I wojny światowej, rozgrywały się one na jego dalszym przedpolu, poza strefą donośności jego armat.
W okresie międzywojennym mógł służyć Wojsku Polskiemu jako obiekt mieszkalny, koszarowy. Według zapisu z roku 1925 nie był wykorzystywany, ze względu na znaczne zawilgocenie. We wrześniu 1939 r. był przejściowo obsadzony przez oddziały Grupy Fortecznej płk. Klaczyńskiego i wraz z innymi fortami osłaniał odwrót Armii „Kraków”. Według niepotwierdzonych informacji, na jego przedpolu Niemcy utracili 2 samochody pancerne. Podczas okupacji niemieckiej służył okupantom jako skład zdobycznej broni strzeleckiej. W bliżej nieznanych okolicznościach (jest kilka rozbieżnych wersji na ten temat) został uszkodzony poprzez wysadzenie i złomowanie części pancerzy – utracił tarcze pancerne armat tradytora i kaponiery szyjowej oraz korpus i nakrywę jednej wieży armatniej. Jedna z wież obserwacyjnych oraz obie kopuły obserwacyjne zostały wysadzone i uległy przemieszczeniu, acz zachowały się na terenie fortu.
Po drugiej wojnie światowej przez wiele lat użytkowany był przez wojsko. Mieścił magazyny amunicji i materiałów wybuchowych. Wojsko opuściło go na początku lat 90 i do roku 2008 pozostawał nieużytkowany, choć był całodobowo strzeżony. Wiosną 2008 roku fort objęła w dzierżawę Fundacja Aktywnej Ochrony Zabytków Techniki i Dziedzictwa Kulturowego Janus, która tworzy w nim muzeum Otwarta Twierdza, poświęcone Twierdzy Kraków i I wojnie światowej. Fort przechodzi prace konserwatorskie i remontowe, jest okresowo udostępniany do zwiedzania grupom zorganizowanym.